# Résonance ferromagnétique
La résonance ferromagnétique, ou RFM (en anglais FMR), est une technique de spectroscopie permettant d'étudier l'aimantation de matériaux ferromagnétiques. C'est un outil standard pour sonder les ondes de spin et la dynamique de spin. Le phénomène de FMR a été découvert par V. K. Arkad'yev lorsqu'il a observé l'absorption de radiation UHF (ultra hautes fréquences) par des matériaux ferromagnétiques en 1911. Une explication qualitative du phénomène de RFM, accompagnée d'une explication des résultats de Arkad'yev a été donnée par Ya. G. Dorfman en 1923 lorsqu'il suggéra que des transitions optiques dues à l'éclatement Zeeman pouvaient fournir une voie d'étude à la structure ferromagnétique. La RFM est très similaire à la résonance magnétique nucléaire (RMN), excepté le fait que la RFM sonde les moments magnétiques des électrons alors que la RMN sonde les moments magnétiques des protons.

## Principe physique
La RFM provient du mouvement de précession du moment magnétique d'un matériau ferromagnétique dans un champ magnétique extérieur. Le champ magnétique sort le moment magnétique de sa position d'équilibre, l'obligeant alors ainsi à précesser. La fréquence de précession dépend de l'orientation du matériau et de la force du champ magnétique. Elle est donnée par la loi dite de Kittel :
{\displaystyle f={\frac {\gamma }{2\pi }}{\sqrt {B(B+\mu _{0}M)}}}

## Dispositif expérimental

### RFM usuelle dans une cavité
L'équipement nécessaire à une expérience de RFM est une cavité (résonateur microondes) avec un électro-aimant. La cavité de résonance est fixée à une fréquence donnée dans la gamme des ultra hautes fréquences. Un détecteur est placé en sortie de cavité pour détecter les microondes. L'échantillon magnétique est placé entre les pôles de l'électro-aimant, et l'on fait varier le champ magnétique tout en détectant l'intensité des microondes. Lorsque la fréquence de précession et la fréquence de la cavité de résonance sont les mêmes, l'absorption augmente, ce qui est indiqué par une baisse d'intensité dans le détecteur.

### RFM par couple de transfert de spin
Cette méthode consiste à lithographier le matériau que l'on souhaite mesurer. On place l'échantillon magnétique entre les pôles d'un électro-aimant, et l'on fait passer un courant à ultra haute fréquence dans l'échantillon. L'excitation est réalisée par le champ d'Ampère induit dans le fil sur le matériau magnétique. La détection de la réponse du matériau s'effectue par une mesure de Magnétorésistance anisotrope, qui se matérialise par une différence de tension aux bornes de l'échantillon pour un courant appliqué identique.